# Giuseppe Rabazzi
Giuseppe Rabazzi detto Carnaccia (Siena, 17 marzo 1715 – Siena, 9 novembre 1791) è stato un fantino italiano.
Vinse una volta il Palio di Siena su almeno cinque partecipazioni.
Tuttavia, non esiste una documentazione completa che consenta di ricostruirne integralmente le presenze in Piazza del Campo.
Era suocero di un altro fantino, Giuseppe Fontanelli detto Castagnino, che ne aveva sposato la figlia Teresa.

## Biografia
Il primo Palio nel quale sia nota la presenza di Carnaccia è la carriera del 2 luglio 1739, vinta per la Selva.
La successiva partecipazione documentata risale al Palio del 2 luglio 1747, celebre soprattutto per l'epilogo curioso che vide indirettamente protagonista il Rabazzi. Quest'ultimo, col giubbetto della Pantera, ricevette l'incarico di fermare la favoritissima Torre, con Bechino sul baio di Domenico Bambini, cavallo ritenuto assai veloce e nettamente superiore agli altri. Carnaccia eseguì efficacemente il proprio compito: già alla prima curva di San Martino afferrò il barbero torraiolo per le briglie, che non lasciò più per il resto della carriera, favorendo così la vittoria dell'Oca con Ministro.
I torraioli, probabilmente per mascherare la delusione, procedettero comunque secondo l'uso del tempo per celebrare le vittorie, indicendo la "ricorsa" del successivo 16 agosto e realizzando una "macchina" raffigurante una grande torre. Tuttavia, alla sommità di quest'ultima collocarono due statue raffiguranti Carnaccia e Ministro, che furono poi date alle fiamme.
Di Carnaccia sono infine note altre tre partecipazioni al Palio: il successivo 16 agosto per il Nicchio, il 16 agosto 1748 per l'Aquila e il 3 luglio 1757 per la Civetta.

## Presenze al Palio di Siena
Sono indicate solo le presenze accertate. Le vittorie sono evidenziate ed indicate in neretto.
| Palio          | Contrada | Cavallo                                | Note |
| -------------- | -------- | -------------------------------------- | ---- |
| 2 luglio 1739  | Selva    | Baio scuro della Posta di Buonconvento |      |
| 2 luglio 1747  | Pantera  | Baio dell'oste delle Donzelle          |      |
| 16 agosto 1747 | Nicchio  | Baio dell'oste della Scala             |      |
| 16 agosto 1748 | Aquila   | Baio di Angelo Sozzi                   |      |
| 3 luglio 1757  | Civetta  | Sauro di Pietro Nardi                  |      |

## Controversie
Nel 1774 fu condannato per il furto di un taglio di mussolina, compiuto all'interno di un ufficio della dogana a Siena con due complici. Uno di questi era tal Giuseppe Morelli, nonno paterno dei futuri fantini Francesco e Pasquale Morelli, nell'ordine noti come Ferrino e Ferrino minore.